# Tanūr Dūl
Tanūr Dūl (persiska: تنور دول) är en ort i Iran.   Den ligger i provinsen Kermanshah, i den västra delen av landet, 400 km väster om huvudstaden Teheran. Tanūr Dūl ligger 1 321 meter över havet och antalet invånare är 271.
Terrängen runt Tanūr Dūl är platt åt sydost, men åt nordväst är den kuperad. Runt Tanūr Dūl är det ganska tätbefolkat, med 185 invånare per kvadratkilometer. Närmaste större samhälle är Robāţ-e Māhīdasht, 18,4 km söder om Tanūr Dūl. Omgivningarna runt Tanūr Dūl är i huvudsak ett öppet busklandskap.